# Cap Nosappu
Le cap Nosappu (納沙布岬, Nosappu-misaki) est un cap de la péninsule de Nemuro dans l'île de Hokkaidō au Japon.
Ce cap est le point le plus oriental du Japon, où se rejoignent la mer d'Okhotsk et l'océan Pacifique.

## Îles Habomai
Le cap Nosappu est à moins de 4 km de l'archipel formé par les îles Habomai. Ces îles, sous administration russe, sont réclamées par le Japon. Cette revendication territoriale est affirmée par la présence de nombreux monuments proclamant la souveraineté du Japon sur ces îles.

## Climat
| Mois                                             | jan.       | fév.       | mars       | avril     | mai       | juin     | jui.      | août      | sep.      | oct.      | nov.      | déc.      | année      |
| ------------------------------------------------ | ---------- | ---------- | ---------- | --------- | --------- | -------- | --------- | --------- | --------- | --------- | --------- | --------- | ---------- |
| Température minimale moyenne (°C)                | −5,9       | −6,7       | −4         | −0,1      | 3,8       | 7,3      | 11,3      | 14,2      | 13,2      | 8,4       | 2,4       | −3,3      | 3,4        |
| Température moyenne (°C)                         | −3         | −3,7       | −1         | 3         | 6,8       | 10,1     | 14        | 16,8      | 16        | 11,7      | 5,8       | −0,2      | 6,3        |
| Température maximale moyenne (°C)                | −0,7       | −1,2       | 1,8        | 6,7       | 10,9      | 13,8     | 17,8      | 20,4      | 19,4      | 14,8      | 8,9       | 2,4       | 9,6        |
| Record de froid (°C) date du record              | −16,4 1985 | −19,6 1978 | −18,1 1986 | −7,9 1984 | −4 1980   | 1,3 1998 | 3,8 1988  | 7 1983    | 4,9 1992  | −0,4 2016 | −7,3 1987 | −13 1984  | −19,6 1978 |
| Record de chaleur (°C) date du record            | 7,5 1983   | 7 2020     | 12,9 2021  | 23 2014   | 31,6 2019 | 31 2010  | 30,2 2019 | 33,5 2020 | 29,7 2010 | 23,7 2013 | 17,9 1979 | 11,9 2019 | 33,5 2020  |
| Ensoleillement (h)                               | 150,2      | 169,9      | 202,2      | 190,2     | 169       | 134,3    | 116,8     | 129       | 153,2     | 168,9     | 145,9     | 145       | 1 875,2    |
| Précipitations (mm)                              | 18,9       | 14,6       | 37,4       | 53,9      | 82,9      | 93,6     | 107,7     | 116,3     | 130,6     | 103,3     | 75,2      | 49,2      | 889,1      |
| Nombre de jours avec précipitations              | 5,6        | 4,3        | 6,5        | 7,8       | 9,7       | 8,9      | 9,8       | 10,3      | 10,1      | 9,3       | 9,6       | 7,9       | 99,7       |
| dont nombre de jours avec précipitations ≥ 10 mm | 0,4        | 0,2        | 1          | 2         | 2,9       | 3,2      | 3,2       | 3,1       | 4,2       | 2,9       | 3         | 1,5       | 27,7       |

| Diagramme climatique                                  |              |           |             |             |             |               |               |               |              |            |             |
| J                                                     | F            | M         | A           | M           | J           | J             | A             | S             | O            | N          | D           |
| −0,7−5,918,9                                          | −1,2−6,714,6 | 1,8−437,4 | 6,7−0,153,9 | 10,93,882,9 | 13,87,393,6 | 17,811,3107,7 | 20,414,2116,3 | 19,413,2130,6 | 14,88,4103,3 | 8,92,475,2 | 2,4−3,349,2 |
| Moyennes : • Temp. maxi et mini °C • Précipitation mm |              |           |             |             |             |               |               |               |              |            |             |

## Le phare
Le phare du cap Nosappu a été construit en 1872, selon les plans d'un ingénieur écossais, Richard Henry Brunton, pour assister les navires venant de l'étranger.

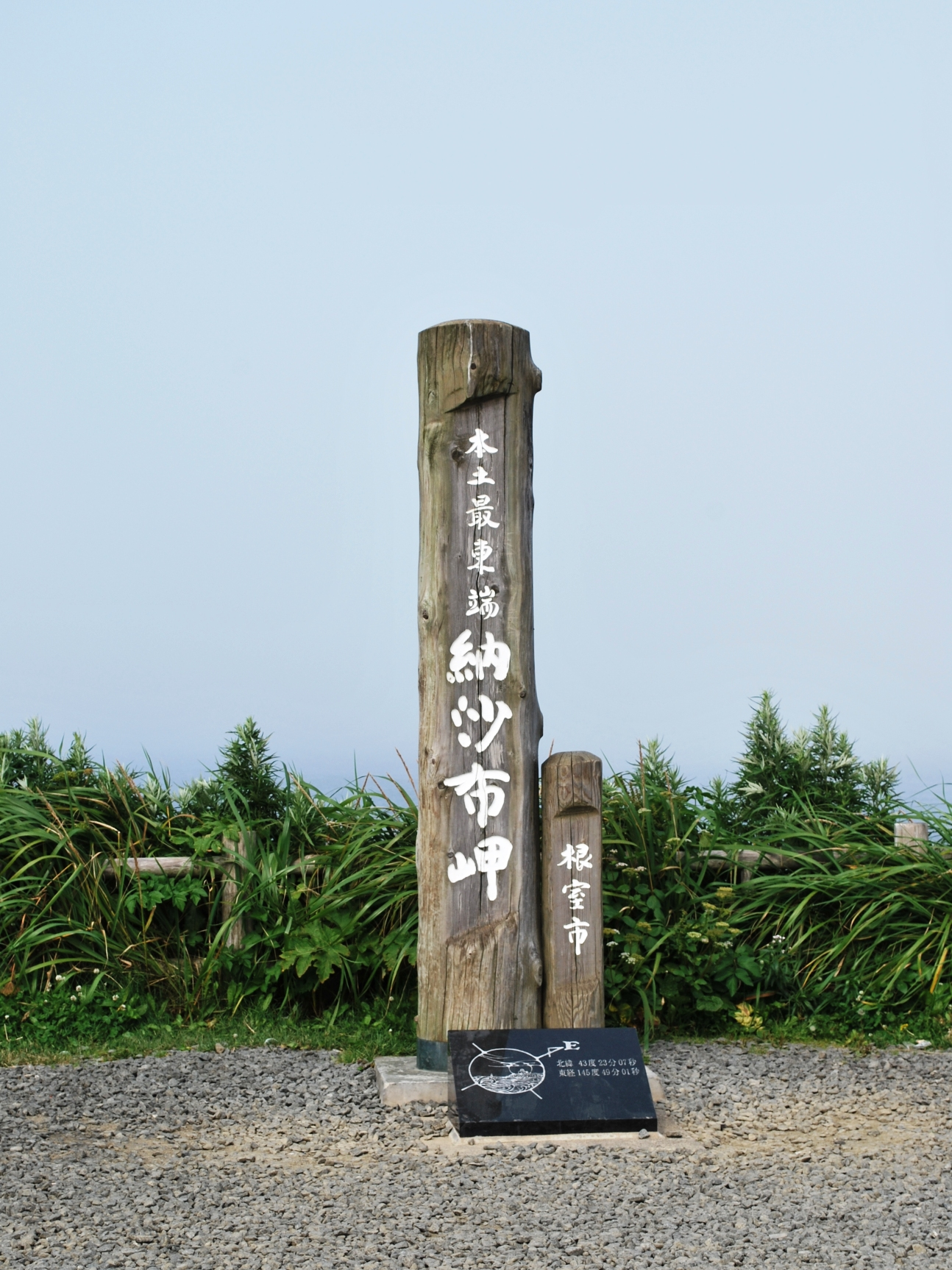
Monument marquant le point le plus oriental du Japon.
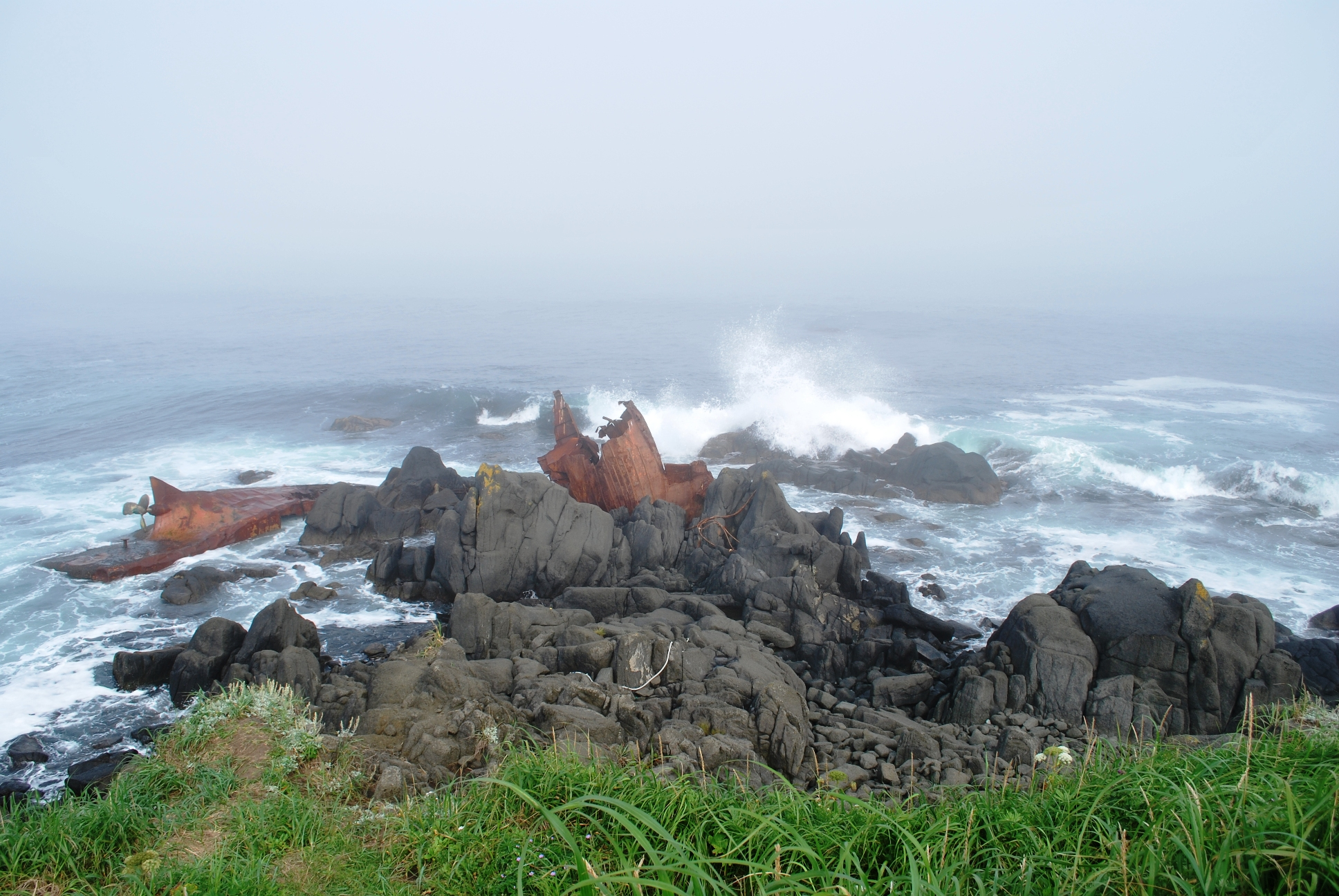
Navire russe échoué sur les rochers du cap.
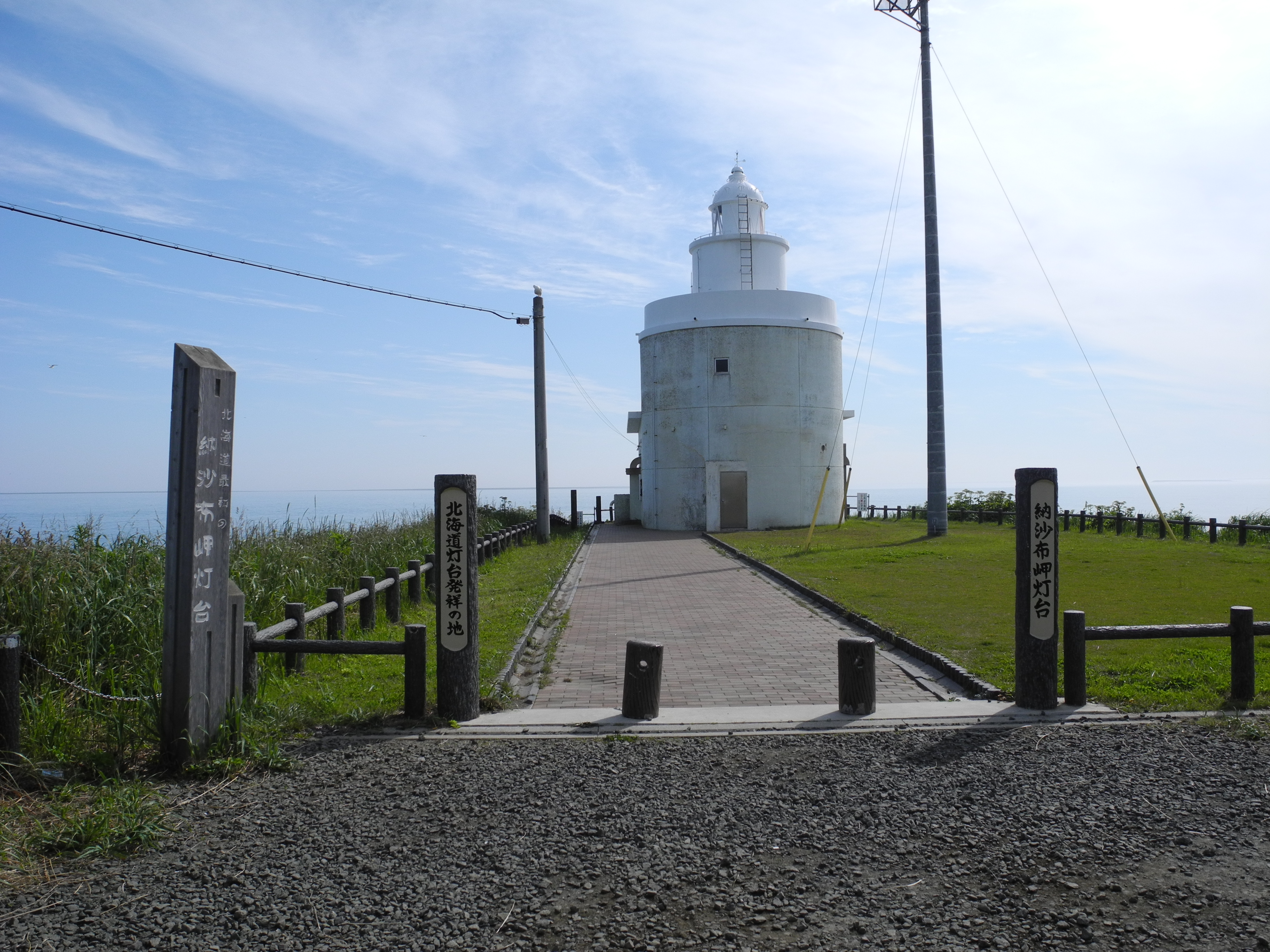
Phare du cap Nosappu.
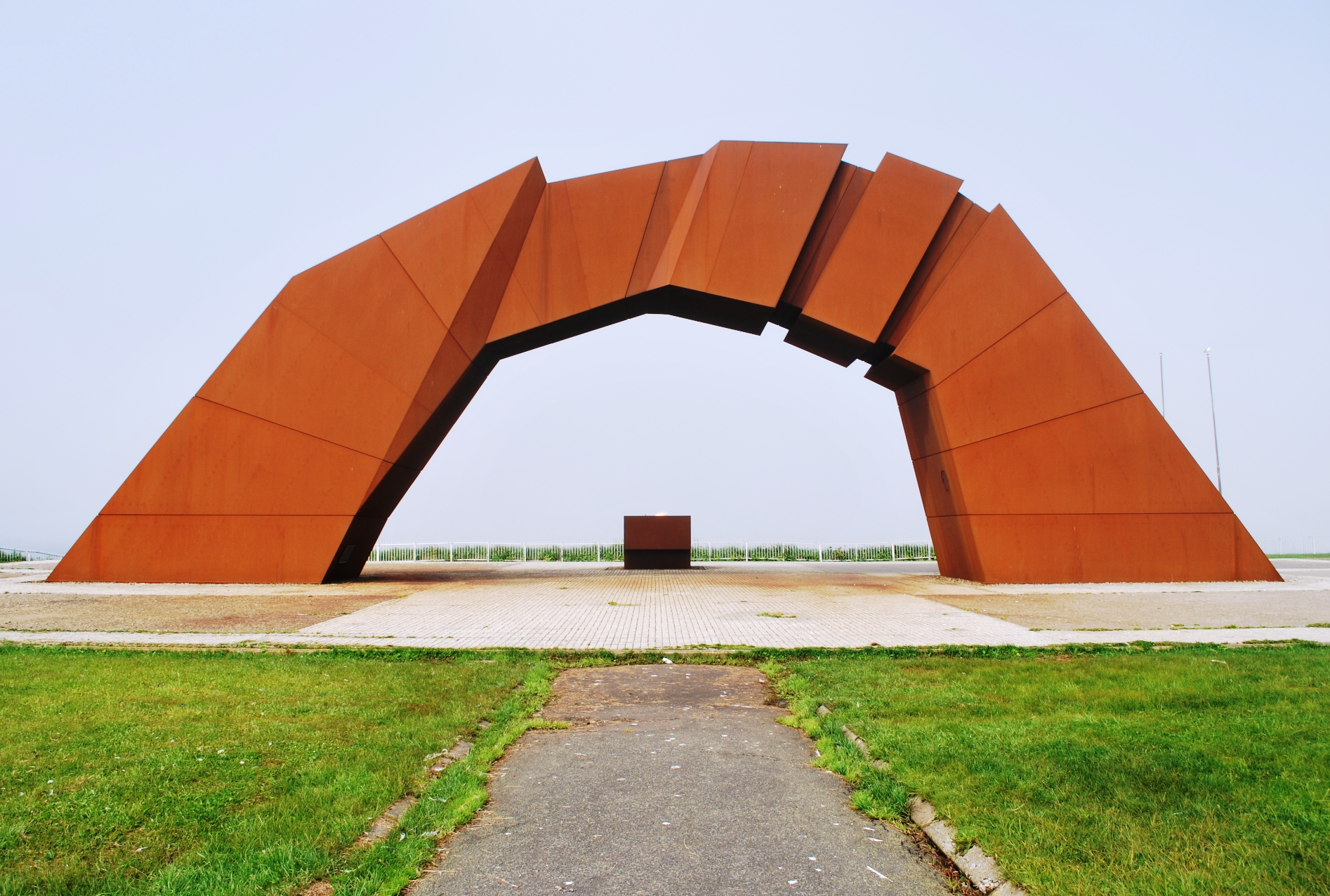
Le pont des quatre îles, monument dédié à la prière pour le retour des îles Habomai sous souveraineté japonaise.